# Åsdammen
Åsdammen är en sjö i Älvdalens kommun i Dalarna och ingår i Dalälvens huvudavrinningsområde. Sjön har en area på 2,33 kvadratkilometer och ligger 278,9 meter över havet.
Åsdammen är en kraftverksdamm konstruerad för att tillhandahålla vatten till Åsens kraftverk. Det är beläget nedströms Trängsletdammen och avsett att möta toppbelastningar på nätet. Åsdammen sjunkter och stiger alltefter tillströmning från Trängsletdammen. Den har huvudsakligen en jämn avtappning från dammen, men användes ibland för korttidsregleringar av vattennivån. Byggnadsarbetet på dammen påbörjades bara några månader efter att Trängsletdammen kopplades in på elnätet 1960. Dammen stod färdig 1963. Själva dammen är 739 meter lång och 20 meter hög. Den tre kilometer långa avloppstunneln utnyttjar en fallhöjd på 27 meter. vattenståndet i Åsdammen är beräknat för att variera med 3,5 meter.

## Delavrinningsområde
Åsdammen ingår i det delavrinningsområde (679921-138974) som SMHI kallar för Utloppet av Åsdammen. Medelhöjden är 398 meter över havet och ytan är 27,08 kvadratkilometer. Räknas de 424 avrinningsområdena uppströms in blir den ackumulerade arean 4 780 kvadratkilometer. Avrinningsområdets utflöde Dalälven (Österdalälven) mynnar i havet. Avrinningsområdet består mestadels av skog (76 procent). Avrinningsområdet har 2,66 kvadratkilometer vattenytor vilket ger det en sjöprocent på 9,8 procent.